# Vida Minha
A Vida Minha (magyarul: Az életem) egy dal, amely Portugáliát képviselte a 2012-es Eurovíziós Dalfesztiválon. A dal a 2012. március 10-én rendezett portugál nemzeti döntőben vett részt, ahol az első helyen végzett. A dalt a portugál Filipa Sousa adta elő anyanyelvén.
Az Eurovíziós Dalfesztiválon dalt a május 24-én rendezett második elődöntőben adták elő, a fellépési sorrendben hatodikként, a fehérorosz Litesound We Are the Heroes című dala után és az ukrán Gaitana Be My Guest című dala előtt. Az elődöntőben 39 ponttal a tizenharmadik helyen végzett, így nem jutott tovább a döntőbe.

## Külső hivatkozások
- Dalszöveg
- YouTube videó: A Vida Minha című dal előadása a portugál nemzeti döntőben